# Richard Rantjie
 (avril 2016).
Richard Rantje est un footballeur sud-africain né le 19 avril 1985.

## Carrière
- 2003 - 2004 :  Supersport United
- 2003 - 2004 :  Hellenic FC
- 2004 - ???? :  Supersport United

## Sélections
- 1 sélection et 0 but avec l' Afrique du Sud depuis l'année 2007.